# Championnat de Gibraltar de football 2020-2021
Navigation
Saison 2019-2020 Saison 2021-2022
La saison 2020-2021 de la National League est la cent-dix-septième édition de la première division gibraltarienne. Organisée par la Gibraltar Football Association, elle démarre le 16 octobre 2020 et se conclut le 16 mai 2021. L'intégralité des matchs se déroulent au Victoria Stadium.
En fin de saison, le premier au classement est sacré champion de Gibraltar et se qualifie pour le premier tour de qualification de la Ligue des champions 2021-2022 tandis que les deuxième et troisième du championnat et le vainqueur de la Coupe de Gibraltar 2020-2021 se qualifient pour le premier tour de qualification de la Ligue Europa Conférence 2021-2022, la place de la Coupe pouvant être reversée à la quatrième place si le vainqueur s'est déjà qualifié pour une compétition européenne d'une autre manière. Aucune équipe n'est reléguée au terme de l'exercice.
Le Lincoln Red Imps est sacré champion de Gibraltar à l'issue de la dernière journée.

## Équipes participantes
Un total de douze équipes prennent part à la compétition, les mêmes présentes lors la saison précédente.
En plus de sa participation au championnat, l'Europa FC prend également part à la Ligue des champions 2020-2021 tandis que le Lincoln Red Imps participent quant à eux à la Ligue Europa 2020-2021.
Légende des couleurs
- Premier tour de qualification de la Ligue des champions 2020-2021
- Tour préliminaire de la Ligue Europa 2020-2021
- Promu de deuxième division 2019-2020

| Club                   | Classement 2019-2020 |
| ---------------------- | -------------------- |
| Europa FC              | 1er                  |
| Saint Joseph's FC      | 2e                   |
| Lincoln Red Imps       | 3e                   |
| Lynx FC                | 4e                   |
| Bruno's Magpies        | 5e                   |
| Lions Gibraltar        | 6e                   |
| Mons Calpe SC          | 7e                   |
| Europa Point           | 8e                   |
| Manchester 62          | 9e                   |
| Boca Juniors Gibraltar | 10e                  |
| Glacis United          | 11e                  |
| College 1975           | 12e                  |

## Compétition

### Format et règlement
Douze équipes prennent part à la compétition. Dans un premier temps, chacune d'entre elles s'affronte une fois pour un total de onze matchs disputés pour chacune. Au terme de cette première phase, le championnat est divisé en deux groupes réunissant pour l'un les six premiers, afin de déterminer le vainqueur de la compétition et les qualifications en coupe d'Europe, et pour l'autre les six derniers servant à désigner le vainqueur du Challenge Trophy tandis que les deux premiers de la poule sont exemptés d'un tour dans la coupe nationale pour la saison suivante. Les statistiques de la première phase sont conservées lors de la deuxième et les équipes s'affrontent cette fois à deux reprises, pour un total cumulé de 22 matchs joués pour chacune à la fin de la saison.
Le premier au classement à l'issue de la saison est désigné champion de Gibraltar et se qualifie pour la Supercoupe, où il affronte soit le vainqueur de la Coupe de Gibraltar, soit son dauphin en championnat s'il a également remporté la coupe. Du fait de l'inexistence d'une deuxième division, aucune équipe n'est reléguée au terme de la saison.
Tous les matchs sont joués au Victoria Stadium de Gibraltar. Une victoire rapporte trois points, un match nul un point tandis qu'une défaite n'en apporte aucun. Les critères de départage des équipes sont d'abord le nombre de points inscrits, suivi des résultats lors des confrontations directes entre les équipes à égalité.
Le vainqueur du championnat obtient également une place pour le premier tour de qualification de la Ligue des champions 2021-2022, tandis que son dauphin et le troisième sont qualifiés pour le premier tour de qualification de la Ligue Europa Conférence 2021-2022, accompagné soit du vainqueur de la Coupe soit du quatrième en championnat si celui-ci s'est déjà qualifié pour une compétition européenne d'une autre façon.

### Première phase
| \| Rang \| Équipe \| Pts \| J \| G \| N \| P \| Bp \| Bc \| Diff \| \| ---- \| ---------------------------- \| --- \| -- \| - \| - \| -- \| -- \| -- \| ---- \| \| 1 \| Europa FC \| 28 \| 10 \| 9 \| 1 \| 0 \| 44 \| 5 \| +39 \| \| 2 \| Lincoln Red Imps \| 25 \| 10 \| 8 \| 1 \| 1 \| 33 \| 7 \| +26 \| \| 3 \| Saint Joseph's FC \| 22 \| 10 \| 7 \| 1 \| 2 \| 49 \| 11 \| +38 \| \| 4 \| Lynx FC \| 19 \| 10 \| 6 \| 1 \| 3 \| 26 \| 10 \| +16 \| \| 5 \| Mons Calpe SC \| 19 \| 10 \| 6 \| 1 \| 3 \| 21 \| 13 \| +8 \| \| 6 \| Lions Gibraltar \| 15 \| 10 \| 4 \| 3 \| 3 \| 12 \| 10 \| +2 \| \| 7 \| Bruno's Magpies \| 15 \| 10 \| 4 \| 2 \| 4 \| 14 \| 16 \| -2 \| \| 8 \| Glacis United \| 9 \| 10 \| 3 \| 0 \| 7 \| 10 \| 18 \| -8 \| \| 9 \| Manchester 62 \| 6 \| 10 \| 2 \| 0 \| 8 \| 8 \| 44 \| -36 \| \| 10 \| Europa Point \| 3 \| 10 \| 1 \| 0 \| 9 \| 7 \| 38 \| -31 \| \| 11 \| College 1975 \| 0 \| 10 \| 0 \| 0 \| 10 \| 8 \| 60 \| -52 \| \| 12 \| Boca Juniors Gibraltar [n 1] \| 0 \| 0 \| 0 \| 0 \| 0 \| 0 \| 0 \| 0 \| | Qualifications - 1er à 8e : Groupe pour le titre - 9e à 11e : Groupe Challenge - 12e : Exclusion |     |    |   |   |    |    |    |      |
| Rang | Équipe                                                                                           | Pts | J  | G | N | P  | Bp | Bc | Diff |
| 1 | Europa FC                                                                                        | 28  | 10 | 9 | 1 | 0  | 44 | 5  | +39  |
| 2 | Lincoln Red Imps                                                                                 | 25  | 10 | 8 | 1 | 1  | 33 | 7  | +26  |
| 3 | Saint Joseph's FC                                                                                | 22  | 10 | 7 | 1 | 2  | 49 | 11 | +38  |
| 4 | Lynx FC                                                                                          | 19  | 10 | 6 | 1 | 3  | 26 | 10 | +16  |
| 5 | Mons Calpe SC                                                                                    | 19  | 10 | 6 | 1 | 3  | 21 | 13 | +8   |
| 6 | Lions Gibraltar                                                                                  | 15  | 10 | 4 | 3 | 3  | 12 | 10 | +2   |
| 7 | Bruno's Magpies                                                                                  | 15  | 10 | 4 | 2 | 4  | 14 | 16 | -2   |
| 8 | Glacis United                                                                                    | 9   | 10 | 3 | 0 | 7  | 10 | 18 | -8   |
| 9 | Manchester 62                                                                                    | 6   | 10 | 2 | 0 | 8  | 8  | 44 | -36  |
| 10 | Europa Point                                                                                     | 3   | 10 | 1 | 0 | 9  | 7  | 38 | -31  |
| 11 | College 1975                                                                                     | 0   | 10 | 0 | 0 | 10 | 8  | 60 | -52  |
| 12 | Boca Juniors Gibraltar                                                                           | 0   | 0  | 0 | 0 | 0  | 0  | 0  | 0    |

1. ↑  Le Boca Juniors Gibraltar est exclu de la compétition le 9 décembre 2020 après avoir déclaré forfait lors de deux rencontres d'affilée. L'intégralité de ses résultats sont donc annulés[1].

### Deuxième phase

#### Groupe pour le titre
| \| Rang \| Équipe \| Pts \| J \| G \| N \| P \| Bp \| Bc \| Diff \| \| ---- \| ------------------ \| --- \| -- \| -- \| - \| -- \| -- \| -- \| ---- \| \| 1 \| Lincoln Red Imps C \| 48 \| 20 \| 15 \| 3 \| 2 \| 62 \| 13 \| +49 \| \| 2 \| Europa FC \| 47 \| 20 \| 15 \| 2 \| 3 \| 66 \| 14 \| +52 \| \| 3 \| Saint Joseph's FC \| 45 \| 20 \| 14 \| 3 \| 3 \| 71 \| 20 \| +51 \| \| 4 \| Mons Calpe SC \| 32 \| 20 \| 10 \| 2 \| 8 \| 36 \| 35 \| +1 \| \| 5 \| Lynx FC \| 26 \| 20 \| 8 \| 2 \| 10 \| 36 \| 40 \| -4 \| \| 6 \| Lions Gibraltar \| 16 \| 20 \| 4 \| 4 \| 12 \| 13 \| 33 \| -20 \| | Qualifications européennes - 1er : Premier tour de qualification de la Ligue des champions 2021-2022 - 2e, 3e et 4e : Premier tour de qualification de la Ligue Europa Conférence 2021-2022 |     |    |    |   |    |    |    |      |
| Rang | Équipe | Pts | J  | G  | N | P  | Bp | Bc | Diff |
| 1 | Lincoln Red Imps C | 48  | 20 | 15 | 3 | 2  | 62 | 13 | +49  |
| 2 | Europa FC | 47  | 20 | 15 | 2 | 3  | 66 | 14 | +52  |
| 3 | Saint Joseph's FC | 45  | 20 | 14 | 3 | 3  | 71 | 20 | +51  |
| 4 | Mons Calpe SC | 32  | 20 | 10 | 2 | 8  | 36 | 35 | +1   |
| 5 | Lynx FC | 26  | 20 | 8  | 2 | 10 | 36 | 40 | -4   |
| 6 | Lions Gibraltar | 16  | 20 | 4  | 4 | 12 | 13 | 33 | -20  |

#### Groupe Challenge
| \| Rang \| Équipe \| Pts \| J \| G \| N \| P \| Bp \| Bc \| Diff \| \| ---- \| --------------- \| --- \| -- \| -- \| - \| -- \| -- \| -- \| ---- \| \| 7 \| Bruno's Magpies \| 32 \| 18 \| 10 \| 2 \| 6 \| 46 \| 27 \| +19 \| \| 8 \| Glacis United \| 30 \| 18 \| 10 \| 0 \| 8 \| 35 \| 27 \| +8 \| \| 9 \| Manchester 62 \| 17 \| 18 \| 5 \| 2 \| 11 \| 25 \| 60 \| -35 \| \| 10 \| College 1975 \| 8 \| 18 \| 2 \| 2 \| 14 \| 23 \| 81 \| -58 \| \| 11 \| Europa Point \| 3 \| 18 \| 1 \| 0 \| 17 \| 10 \| 73 \| -63 \| | - 7e : Vainqueur du Challenge Trophy |     |    |    |   |    |    |    |      |
| Rang | Équipe                               | Pts | J  | G  | N | P  | Bp | Bc | Diff |
| 7 | Bruno's Magpies                      | 32  | 18 | 10 | 2 | 6  | 46 | 27 | +19  |
| 8 | Glacis United                        | 30  | 18 | 10 | 0 | 8  | 35 | 27 | +8   |
| 9 | Manchester 62                        | 17  | 18 | 5  | 2 | 11 | 25 | 60 | -35  |
| 10 | College 1975                         | 8   | 18 | 2  | 2 | 14 | 23 | 81 | -58  |
| 11 | Europa Point                         | 3   | 18 | 1  | 0 | 17 | 10 | 73 | -63  |